# Pardosa vogelae
Pardosa vogelae är en spindelart som beskrevs av Torbjörn Kronestedt 1993. Pardosa vogelae ingår i släktet Pardosa och familjen vargspindlar. Inga underarter finns listade i Catalogue of Life.